# Кератоглобус
Кератоглобус — дегенеративное невоспалительное заболевание роговицы, вызывающее истончение стромы и равномерное выпячивание, которое придаёт поверхности глобусообразную форму. Некоторые патологические механизмы заболевания могут совпадать с механизмами развития кератоконуса.
Для коррекции кератоглобуса проводят пересадку крупного участка донорской роговицы.